# Kỳ Sơn, Tân Kỳ
Kỳ Sơn là một xã thuộc huyện Tân Kỳ, tỉnh Nghệ An, Việt Nam.
Xã Kỳ Sơn có diện tích 27,48 km², dân số năm 2005 là 7237 người, mật độ dân số đạt 263 người/km².